# Gabriel Jacques de Saint-Aubin
Gabriel Jacques de Saint-Aubin (Parijs, 14 april 1724 – aldaar, 14 februari 1780), ook Gabriel de Saint-Aubin genoemd, was een Frans schilder, tekenaar, aquarellist, etser en illustrator.
Zijn broers Augustin en Charles Germain de Saint-Aubin waren ook kunstenaars. Hij volgde een opleiding aan de Académie Royale de Peinture et de Sculpture in Parijs. Hij schilderde onder meer allegorieën, genrestukken en historiestukken.
- Biblioteca Nacional de España: XX871718
- Bibliothèque nationale de France: cb133260019 (data)
- Stuttgart Database of Scientific Illustrators 1450–1950: 9225
- Gemeinsame Normdatei: 118794094
- International Standard Name Identifier: 0000 0000 8094 2575
- KulturNav: ff936b57-ab38-489b-a82a-e4c5dfce7e3d
- Library of Congress Control Number: n83132631
- National Gallery of Victoria: 6334
- Nationale bibliotheek van Australië: 35715482
- Nationale Bibliotheek van Israël: 987007339983205171
- Nationale en Universitaire bibliotheek Zagreb: 000630425
- Nederlandse Thesaurus van Auteursnamen: 15356895X
- RKD-Nederlands Instituut voor Kunstgeschiedenis: 69281
- SNAC: w6kx32t4
- Système universitaire de documentation: 027118053
- Trove: 1054829
- Union List of Artist Names: 500022865
- Virtual International Authority File: 14917304
- WorldCat: E39PBJdcBvxvqBTJ4XCjpRJMT3